# Tiro con l'arco ai III Giochi europei
Le gare di tiro con l'arco ai III Giochi europei si sono disputate dal 23 al 29 giugno 2023 al Płaszowianka Archery Park di Cracovia.

## Podi

### Uomini
| Evento      | Oro                                                     | Argento                                                  | Bronzo                                            |
| Individuale | Florian Unruh                                           | Miguel Alvariño                                          | Pablo Acha Gonzalez                               |
| A squadre   | Italia Mauro Nespoli Federico Musolesi Alessandro Paoli | Spagna Andrés Temiño Miguel Alvariño Pablo Acha Gonzalez | Svizzera Keziah Chabin Thomas Rufer Florian Faber |
| Compound    | Jozef Bozansky                                          | Marco Bruno                                              | Emircan Haney                                     |

### Donne
| Evento      | Oro                                                          | Argento                                             | Bronzo                                                  |
| Individuale | Penny Healey                                                 | Elia Canales                                        | Chiara Rebagliati                                       |
| A squadre   | Gran Bretagna Penny Healey Jaspreet Kaur Sagoo Bryony Pitman | Francia Caroline Lopez Audrey Adiceom Lisa Barbelin | Italia Tatiana Andreoli Chiara Rebagliati Lucilla Boari |
| Compound    | Elisa Roner                                                  | Ella Gibson                                         | Hazal Burun                                             |

### Misto
| Evento          | Oro                                           | Argento                                  | Bronzo                                  |
| A squadre miste | Spagna Miguel Alvariño Elia Canales           | Ucraina Ivan Kozhokar Anastasiia Pavlova | Germania Florian Unruh Michelle Kroppen |
| Compound        | Danimarca Tanja Gellenthien Mathias Fullerton | Estonia Robin Jaatma Lisell Jaatma       | Italia Marco Bruno Elisa Roner          |

## Medagliere
| Pos.   | Paese         | Oro | Argento | Bronzo | Totale |
| ------ | ------------- | --- | ------- | ------ | ------ |
| 1      | Italia        | 2   | 1       | 3      | 6      |
| 2      | Gran Bretagna | 2   | 1       | 0      | 3      |
| 3      | Spagna        | 1   | 3       | 1      | 5      |
| 4      | Germania      | 1   | 0       | 1      | 2      |
| 5      | Danimarca     | 1   | 0       | 0      | 1      |
| 5      | Slovacchia    | 1   | 0       | 0      | 1      |
| 7      | Francia       | 0   | 1       | 0      | 1      |
| 7      | Ucraina       | 0   | 1       | 0      | 1      |
| 7      | Estonia       | 0   | 1       | 0      | 1      |
| 10     | Turchia       | 0   | 0       | 2      | 2      |
| 11     | Svizzera      | 0   | 0       | 1      | 1      |
| Totale | Totale        | 8   | 8       | 8      | 24     |